# Kitanakagusuku (Okinawa)
Kitanakagusuku (北中城村 Kitanakagusuku-son?) es un pueblo situado en el distrito de Nakagami, Okinawa, Japón.

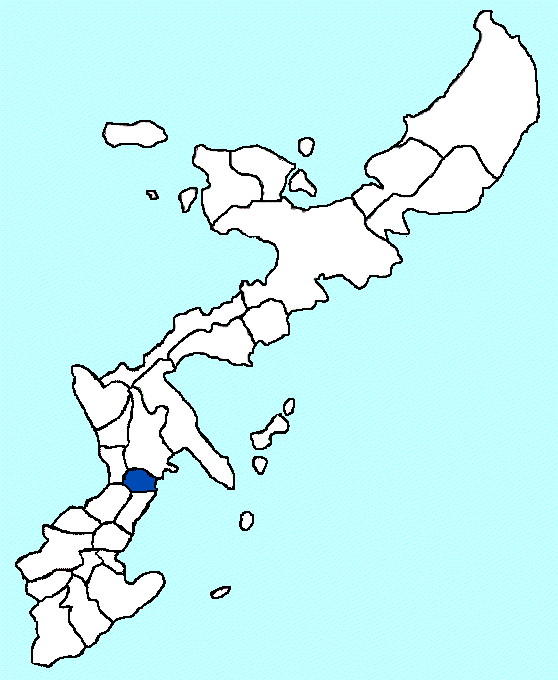
Ubicación de Kitanakagusuku en Okinawa.

A partir de 2003, el pueblo tiene una población estimada de 16.269 y la densidad de 1.411,01 habitantes por km². La superficie total es de 11,53 km².
- Wikimedia Commons alberga una categoría multimedia sobre Kitanakagusuku.

- Datos: Q1351145
- Multimedia: Kitanakagusuku, Okinawa / Q1351145